# Go for It
Go for It è un album del gruppo punk rock Stiff Little Fingers, pubblicato nel 1981 da Chrysalis Records.

## Tracce
1. Roots Radicals Rockers and Reggae – 3:59 (O'Reilly)
2. Just Fade Away – 3:06 (Fingers/Ogilvie)
3. Go For It – 3:17 (Fingers)
4. The Only One – 4:18 (Fingers/Ogilvie)
5. Hits and Misses – 3:51 (Burns/Ogilvie)
6. Kicking Up A Racket – 2:44 (Fingers/Ogilvie)
7. Safe As Houses – 5:29 (Fingers/Ogilvie)
8. Gate 49 – 2:23 (Fingers/Ogilvie)
9. Silver Lining – 3:04 (Fingers/Ogilvie)
10. Piccadilly Circus – 4:43 (Fingers/Ogilvie)

## Formazione
- Jake Burns - voce, chitarra, tastiera elettronica
- Jim Reilly	- batteria
- Henry Cluney - chitarra
- Ali McMordie - basso